# On Purpose
On Purpose è un singolo della cantante statunitense Sabrina Carpenter, pubblicato nel 2016 ed estratto dal suo secondo album in studio Evolution.

## Tracce
- Download digitale

1. On Purpose – 3:58